# 3. pěší divize legií (Polsko)

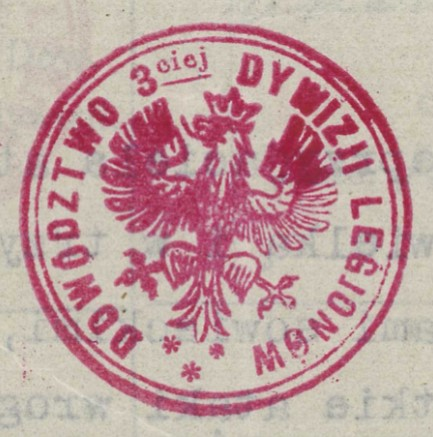
Erbovní pečeť

3. pěší divize legií (polsky: 3 Dywizja Piechoty Legionów) byla taktickou jednotkou Polské armády v meziválečném období.

## Historie
Divize se účastnila Rusko-polské války. Podílela se na obsazení Kyjeva v květnu 1920. Později byla částí 2. armády. V roce 1939 tvořila část armády Prusy.

## Složení (1939)
- 7. pěší pluk legií
- 8. pěší pluk legií
- 9. pěší pluk legií
- 3. lehký dělostřelecký pluk legií

## Velitelé
- Kazimierz Fabrycy
- Stanisław Kwaśniewski
- Stanisław Skwarczyński
- Władysław Bortnowski
- Brunon Olbrycht
- Marian Turkowski